# Thomas West, II barone De La Warr
Thomas West, II barone De La Warr (1556 – Wherwell, 1602), è stato un nobile inglese.

## Biografia
Nato nella Wherwell Abbey nella contea dello Hampshire in Inghilterra, fu un membro del Consiglio privato della regina Elisabetta I e High Sheriff dello Hampshire. Thomas fu l'unico figlio di William West, I barone De La Warr e Lady Elizabeth Strange. Egli succedette a suo padre nel titolo nobiliare.
Nel 1597 fece una interrogazione alla House of Lords per aver riconosciuta la baronia sin dal 1299, sulla base del fatto che era detentore del diritto sin da quel tempo. Dopo questa richiesta, gli venne riconosciuto, secondo quanto sostenne egli stesso, di essere l'XI barone e non il II.
Il 19 novembre 1571 a Wherwell nell'Hampshire, sposò Lady Anne Knollys, figlia di Sir Francis Knollys e Lady Catherine Carey, con la quale ebbe tredici figli:
- Walsingham West, morto in giovane età.
- Elizabeth West (n. 1573), sposata a Sir Hebert Pelham di Michelham ed in seconde nozze a Richard Saltonstall.
- Robert West (n. 1574), sposato a Elizabeth Coks, morì prima del padre.
- Margarey West (n. 1576), sposò Samuel Johnson.
- Thomas West, III barone De La Warr (1577-1618), sposò Lady Cicely Shirley.
- Lettice West (n. 1579), sposò Sir Henry Ludlow.
- Anne West (n. 1581), sposò John Pellet.
- Penelope West (n. 1582), sposò Herbert Pelham.
- Catherine West (n. 1583), sposò Nickolas Strelby.
- Francis West (n. 1586-1634), sposò Lady Margaret Reeves ed in seconde nozze Lady Jane Davye e quindi Lady Temperance Flowerdew.
- Helena West (n. 1587), sposò William Savage.
- John West, (1590-1659), sposò Anne della quale si sconosce il cognome.
- Nathaniel West, (1592-1623), sposò Frances Greville.